# NGC 4383
NGC 4383 este o hi (21cm) source⁠(d) situată în constelația Părul Berenicei. A fost descoperită în 23 mai 1862 de către Eduard Schönfeld⁠(d). Se află la o distanță de 16,5 megaparseci de Pământ.